# Cobalt(II) cyanide
Cobalt(II) cyanide là hợp chất vô cơ có công thức Co(CN)2. Đó là polyme phối hợp đã thu hút sự chú ý không liên tục trong nhiều năm trong lĩnh vực tổng hợp vô cơ và xúc tác đồng thể. Cobalt(II) cyanide tồn tại dưới trạng thái là bột màu xanh dương, không tan trong nước.

## Công dụng
Cobalt(II) cyanide đã được sử dụng làm tiền chất của dicobalt octacarbonyl.

## Điều chế
Muối trihydrat có thể thu được dưới dạng kết tủa màu nâu đỏ bằng cách thêm kali cyanide vào dung dịch muối cobalt(II):
CoCl2(H2O)6 + 2KCN → Co(CN)2↓ + 2KCl + 6H2O
Dạng ngậm nước của Co(CN)2 hòa tan với sự có mặt của kali cyanide dư thừa, tạo thành dung dịch màu đỏ của K4Co(CN)6. Chất này sau đó có thể tiếp tục bị oxy hóa thành dung dịch màu vàng K3Co(CN)6.

## Hợp chất khác
Co(CN)2 còn tạo một số hợp chất với NH3, như Co(CN)2·2NH3 là chất rắn màu xám lục.